# Droga wojewódzka nr 859
Droga wojewódzka nr 859 (DW859) – dawna droga wojewódzka w centralnej Polsce w województwie mazowieckim, która przebiegała przez teren powiatu kozienickiego, w całości położona była na terenie gminy Sieciechów. Droga miała długość 0,3 km. Łączyła stację kolejową Zajezierze koło Dęblina z centrum miejscowości Zajezierze.
Zniesiona rozporządzeniem z 17 grudnia 2020 roku.

## Przebieg drogi
Droga rozpoczynała się na skrzyżowaniu przy stacji kolejowej Zajezierze. Następnie kierowała się w stronę zachodnią i po 0,3 km docierała do centrum miejscowości Zajezierze, gdzie dołączała się do drogi krajowej nr 48. 

## Miejscowości leżące przy trasie DW859
- Zajezierze